# Azarasi Irie
Azarasi Irie (Transkription von japanisch あざらし入江 ‚Robbenbucht‘) ist eine üblicherweise vereiste Bucht im Nordwesten der Ost-Ongul-Insel im nordöstlichen Abschnitt der Lützow-Holm-Bucht vor der Kronprinz-Olav-Küste des ostantarktischen Königin-Maud-Lands.
Japanische Wissenschaftler benannten sie in der Annahme, es handele sich um einen See, 1988 als Azarasi Ike (japanisch あざらし入池 ‚Robbenteich‘). 1996 erfolgte dann die Umbenennung in Anpassung an die wirklichen Gegebenheiten. Ungeachtet dessen heißt die Bucht im Norwegischen in Übersetzung der Erstbenennung Selvatnet.